# 서배스천 모런

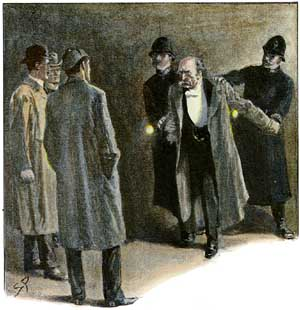

서배스천 모런(Sebastian Moran)은 아서 코난 도일의 추리 소설 《셜록 홈즈 시리즈》의 등장인물이다. 제임스 모리아티 교수의 오른팔로, 셜록 홈즈에게 "런던에서 두 번째로 위험한 인물"이라고 불렸다.